# Peter Abbott
Peter Charles Abbott GBE KCB (12 februari 1942 - 28 september 2015) is een voormalig vice-chef van de Defensiestaf.

## Vroege jaren
Abbott is geboren op 12 februari 1942. Hij is opgeleid aan het Queens' College te Cambridge.

## Militaire carrière
Abbott werd lid van de Royal Navy in 1964. Hij had het bevel over de mijnenveger HMS Chawton tussen 1972 en 1975 en ging vervolgens bij het personeel van de Senior Naval Officer in West-Indië.
Hij had het bevel over het fregat HMS Ambuscade toen hij het tweede gezag kreeg van het vliegdekschip de HMS Bulwark.
Hij was de chef Defensiestaf tijdens de Falklandoorlog in 1982. Hij had toen het bevel over het fregat HMS Ajax en het First Frigate Squadron van 1983 tot 1985.
Hij werd directeur van Marineplannen in 1985 en, na te zijn bevorderd tot admiraal, werd hij in 1989 benoemd tot Flag Officer Second Flotilla. Hij werd assistent-chef van de Marinestaf in 1991 en, na bevorderd te zijn tot vice-admiraal, werd hij benoemd tot plaatsvervangend geallieerd opperbevelhebber Atlantische Oceaan in 1993. Hij werd Commander-in-Chief Fleet, werd bevorderd tot admiraal in 1995 en werd vice-chef van de Defensiestaf in 1997.
Na zijn pensionering werd hij voorzitter van het Royal Naval Museum.

## Decoraties
- Ridder Grootkruis in de Orde van het Britse Rijk (GBE) in 1999[1]
- Ridder Commandeur in de Orde van het Bad (KCB) in 1994[2]
- Herinneringsmedaille ter gelegenheid van het Zilveren Jubileum van Koningin Elizabeth II van Groot-Brittannië in 1977
- Herinneringsmedaille ter gelegenheid van het Gouden Jubileum van Koningin Elizabeth II van Groot-Brittannië in 2002
- Officier in het Legioen van Verdienste